# 貝爾蒙特 (新罕布什爾州普查規定居民點)
貝爾蒙特（英語：Belmont）是位於美國新罕布什爾州貝爾納普縣的普查規定居民點。

## 人口
根據2020年美國人口普查的數據，貝爾蒙特的面積為3.30平方千米，當中陸地面積為3.26平方千米，而水域面積為0.04平方千米。當地共有人口1285人，而人口密度為每平方千米389.39人。